# Шеленгівський Анатолій Євгенович
Анато́лій Євге́нович Шеленгі́вський — солдат Збройних сил України. 

## Нагороди
За особисту мужність і високий професіоналізм, виявлені у захисті державного суверенітету та територіальної цілісності України, вірність військовій присязі, відзначений — нагороджений
- орденом «За мужність» III ступеня (31.7.2015)